# Ray Eastwood
Raymond Eastwood (sinh ngày 1 tháng 1 năm 1915 ở Moston, Greater Manchester, Anh) là một cầu thủ bóng đá người Anh đã giải nghệ thi đấu ở vị trí hậu vệ ở Football League.